# Ралівка (Логойський район)
Ралівка — (біл. вёска Раловка), село (веска) в складі Логойського району розташоване в Мінській області Білорусі, підпорядковане Каміньській сільській раді.
Село Ралівка розташоване в центральних районах Білорусі, в північній частині Мінської області - орієнтовне розташування.